# 文春文庫
文春文庫（ぶんしゅんぶんこ）は、株式会社文藝春秋が発行している文庫レーベル。毎月の刊行が新潮文庫と同様に多い。

## 概要
文藝春秋は従来、文庫レーベルを持たず、作品再刊時には他社の文庫に収録されてしまっており、その対策として、同様の事情で創刊した講談社文庫や中公文庫に少し遅れて1974年に創刊。
創刊ラインナップは、五木寛之『青年は荒野をめざす』、北杜夫『怪盗ジバコ』、柴田翔『されどわれらが日々』、石川達三『花の浮草』、井上靖『おろしや国酔夢譚』、司馬遼太郎『最後の将軍 徳川慶喜』、松本清張『象の白い脚』、小林秀雄『考えるヒント』、畑正憲『ムツゴロウの青春記』、Ｊ・アダムソン／藤原英司訳『野生のエルザ』の10点
当初から五木寛之、松本清張、井上靖、司馬遼太郎、永井路子といった人気作家の作品を収録している。
創刊当時は紙の質が悪く、新品でも早くに変色しやすかった。これは当時、オイルショックの影響で、良質の紙の確保ができなかったので、電話帳の紙を使ったためであった。この状況は数年後に解消された。
ノンフィクションに強い文庫という自負の下、毎月多くの作品を収めている。小説では池波正太郎『鬼平犯科帳』、平岩弓枝『御宿かわせみ』シリーズ、宮城谷昌光の主要作品でも知られる。
海外エンターテイメント文学の翻訳作品を毎月数点文庫化しており、特にスティーヴン・キング・ジェフリー・ディーヴァーのラインナップが際立っている。初翻訳作品も多く、その中の1つであるピエール・ルメートル『その女アレックス』は、55万部を超えるヒット作となっている。

## 歴史
- 1974年06月 - 創刊
- 1985年11月 - 「文春文庫ビジュアル版」創刊（1999年11月に終了）
- 2001年01月 - 「文春文庫PLUS」創刊（2009年3月に終了）
- 2013年04月 - 「文春ジブリ文庫」創刊[4]
- 2013年10月 - 「文春学藝ライブラリー」創刊